# سو گاردنر

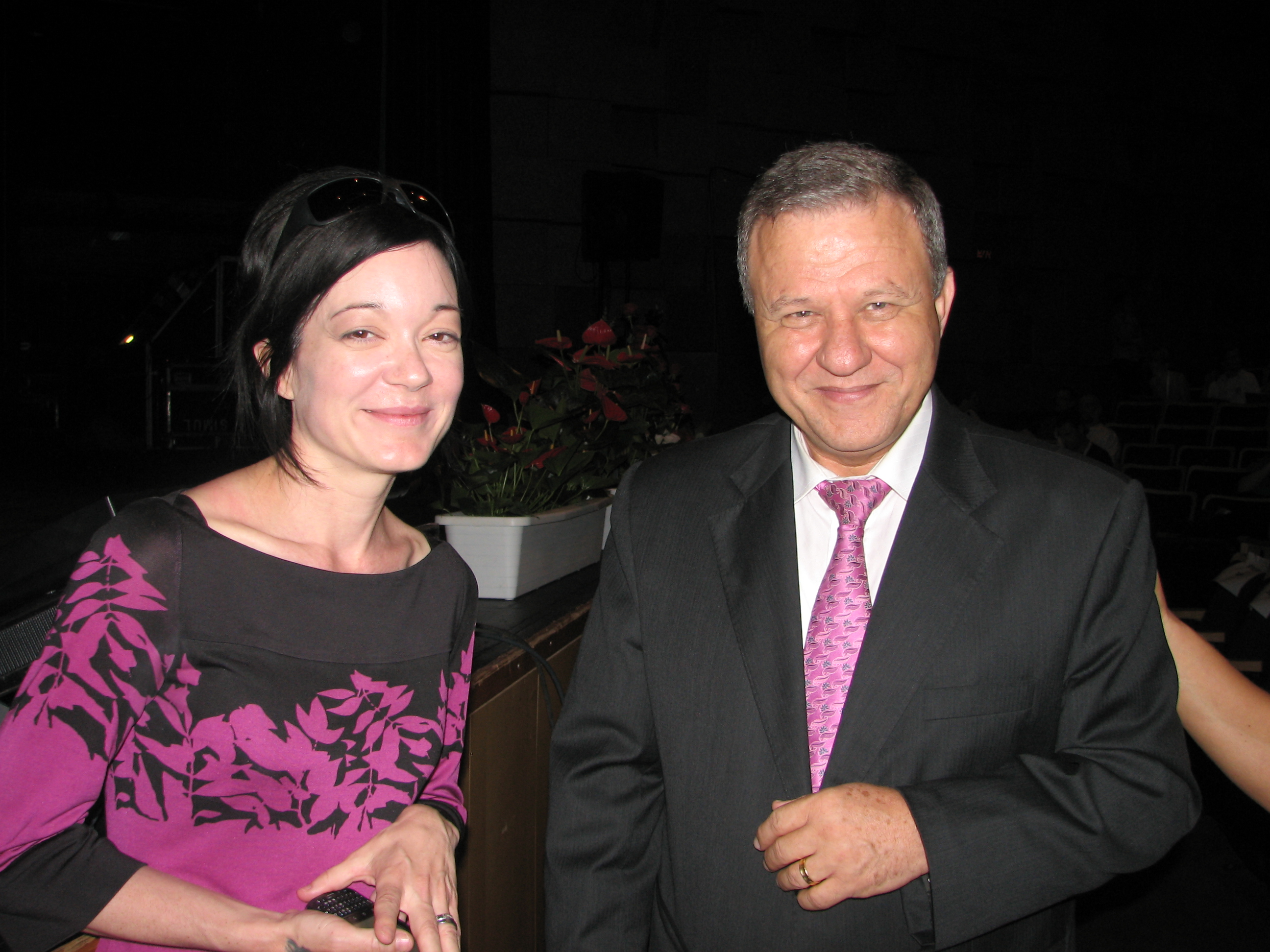
سو گاردنر در ویکی‌مانیا در حیفا

سو گاردنر (به انگلیسی: Sue Gardner) (زادهٔ ۱۹۶۷ م.) مدیر اجرایی سابق بنیاد ویکی‌مدیا در سان‌فرانسیسکوست.
وی در دسامبر ۲۰۰۷ به‌عنوان مدیر اجرایی بنیاد ویکی‌مدیا استخدام شد. از ژوئیهٔ ۲۰۱۴ لایلا ترکتیشوف جایگزین وی گردید.